# Betthupferl
Als Betthupferl (schweizerisch Bettmümpfeli) bezeichnet man kleine Süßigkeiten, welche vor dem Zubettgehen gegessen werden. Es gibt einen Nußkrokant der österreichischen Firma Pischinger, der seit 1958 erzeugt und so bezeichnet wird.
Im übertragenen Sinn wird der Ausdruck „Betthupferl“ auch für Gutenachtgeschichten gebraucht. Eine mehrfach aufgelegte Kinderbuchausgabe der 1960er und 1970er Jahre in zwei Bänden trug diesen Namen.
Eine bekannte Hörfunksendung ist das Betthupferl im Bayerischen Rundfunk.
In Österreich gab es zumindest von Mitte der 1960er bis Mitte der 1980er Jahre um 17:55 oder 18 Uhr eine gleichnamige Sendung im Fernsehprogramm des ORF mit 4 Minuten kurzen Filmchen, oft Zeichentrick oder Puppentheater aus verschiedenen Serien wie Barbapapa, Die Abenteuer der Maus auf dem Mars, Familie Petz (mit Pezibär) und, für Erwachsene gedacht, auf FM4.
Kurzkrimis mit schwarzem Humor bringt der schweizerische Radiosender Radio SRF 1 unter dem Titel „Schreckmümpfeli“. Der Titel ist eine Verballhornung von „Bettmümpfeli“.